# Nhạn đen hung
Nhạn đen hung (danh pháp khoa học: Hirundo nigrorufa) là một loài chim trong họ Nhạn.
Nó được tìm thấy ở Angola, Cộng hòa Dân chủ Congo, và Zambia.